# Big Fun (canción de Inner City)
Big Fun («Gran diversión») es una canción del grupo estadounidense de música electrónica Inner City. Alcanzó el puesto #1 en la lista de múcia dance de los EE. UU. durante una semana, y fue el primero de cinco sencillos de la banda en alcanzar el primer lugar. Big Fun también alcanzó el número cincuenta en la lista de singles de R&B estadounidense. También fue un éxito entre los diez primeros en el Reino Unido.
AllMusic describió Big Fun como un «crossover sorpresa exitoso» en el Reino Unido.

## Impacto y legado
LA Weekly incluyó Big Fun en el 7º puesto de su lista de las 20 mejores pistas de música dance de la historia en 2015.
Mixmag lo clasificó como uno de los 30 mejores himnos de house vocal en 2018.
La emisora británica de servicio público BBC incluyó la canción en su clasificación de 30 pistas que dieron forma a la música de baile en los últimos 30 años en 2019. Observaron: «Como uno de los éxitos de crossover más contagiosos de la música house, Big Fun fue un éxito para los jóvenes bailarines y ravers más viejos por igual. Transformó la música de baile de algo que se encuentra en los sótanos del club a un género que podría mover a toda una nación».

## Versiones
- La canción fue sampleada (y backmaskeado) en Just a Techno Groove de Frank De Wulf bajo sus proyectos Sounds In Order/Dow Jones, en 1989.
- El DJ y remixer alemán Gardeweg utilizó partes de esta canción, junto con los otros dos singles de Inner City, Good Life y Paradise, para su sencillo de 2003 All I Want.
- A finales de 2014, D.O.N.S. y Terri B! grabaron una nueva versión en Carrillo Records. Esta versión alcanzó el número uno en la lista de baile de los EE. UU.[9]

## Rankings
| Gráfico (1988–1989)                    | Puesto |
| -------------------------------------- | ------ |
| Australia (ARIA)                       | 57     |
| Austria (Ö3 Austria Top 40)            | 15     |
| Finlandia (Suomen virallinen lista)    | 17     |
| Francia (SNEP)                         | 48     |
| Alemania (Media Control Charts)        | 5      |
| Irlanda (IRMA)                         | 5      |
| Italia (Hit Parade Italia)             | 28     |
| Netherlands (Single Top 100)           | 3      |
| Suiza (Schweizer Hitparade)            | 4      |
| Reino Unido (Official Charts Company)  | 8      |
| Billboard, EE. UU. Hot Black Singles   | 50     |
| Billboard, EE. UU. Hot Dance Club Play | 1      |